# Themenzentrierte Interaktion
Die Themenzentrierte Interaktion (TZI) ist ein Handlungskonzept zur Arbeit in Gruppen. Ziele sind soziales Lernen, die Förderung persönlicher Entwicklung und Fortschritte im Thema. Das gemeinsam Erreichte soll im Umfeld Wirkung entfalten und umgesetzt werden.

## Ursprung und Ziel
TZI wurde seit Mitte der 1950er Jahre in den USA von der Psychoanalytikerin und Psychologin Ruth Cohn, den Therapeuten Norman Liberman, Yitzchak Zieman und weiteren Vertretern der Humanistischen Psychologie entwickelt und später in Europa und Indien weiterentwickelt. Die TZI entstand vor dem theoretischen Hintergrund der Psychoanalyse, der Gruppentherapien sowie der Humanistischen Psychologie und berücksichtigt Erfahrungen aus der Gestalttherapie und der Gruppendynamik. Das ursprüngliche Anliegen Ruth Cohns war es, ein Konzept zu entwickeln, das „dem ursprünglich gesunden Menschen ein Leben ermöglicht, in dem er gesund bleiben kann“. Gesundheit bezieht sich hier nicht bloß auf das individuelle Wohlbefinden einer Person, sondern auch auf ihre politische Verantwortlichkeit in der Welt.

## Konzept der TZI

### Axiome
Das Konzept der TZI entwickelt sich auf der Basis dreier Axiome:
1. Autonomie
Existentiell-anthropologisches Axiom
- Der Mensch ist eine psycho-biologische Einheit
- Die Autonomie des Einzelnen ist umso größer, je mehr er sich seiner Interdependenz mit allen und allem bewusst wird

2. Wertschätzung
Ethisches Axiom
- Ehrfurcht gebührt allem Lebendigen und seinem Wachstum
- Respekt vor dem Wachstum bedingt bewertende Entscheidung

3. Grenzen erweitern
Pragmatisch-politisches Axiom
- Freie Entscheidung geschieht innerhalb bedingender innerer und äußerer Grenzen
- Erweiterung dieser Grenzen ist möglich

### Postulate
Die Axiome führen zu den Postulaten:
- Sei deine eigene Chairperson, die Chairperson deiner selbst!
 Darin steckt die Aufforderung, sich selbst, andere und die Umwelt in den Möglichkeiten und Grenzen wahrzunehmen und jede Situation als ein Angebot für die eigene Entscheidung anzunehmen.

- Störungen haben Vorrang!   (im Sinne von „nehmen sich Vorrang“)
„Das Postulat, dass Störungen und leidenschaftliche Gefühle den Vorrang haben, bedeutet, dass wir die Wirklichkeit des Menschen anerkennen; und diese enthält die Tatsache, dass unsere lebendigen, gefühlsbewegten Körper und Seelen Träger unserer Gedanken und Handlungen sind.“[2] Die Gruppenmitglieder werden ermutigt, bestehende Störungen direkt und verbal zu enthüllen.

- Günter Hoppe schlug 1994 als drittes Postulat vor: „Setze Dich mit Deiner äußeren Welt, Deinem Globe um Dich herum und seinem Abbild in Dir auseinander. Greife ein und verändere, was Du im Sinne der Humanisierung verändern kannst!“[3] Cohn lehnte dieses Postulat ab, da es nicht allgemeingültig sei, und formulierte ihrerseits als drittes Postulat: „Verantworte dein Tun und Lassen – persönlich und gesellschaftlich!“[4]

Die Postulate sind nicht als Regeln zu verstehen, sondern als Beschreibungen der Wirklichkeit. Das bedeutet: Störungen nehmen sich im Alltag immer Vorrang – ob wir ihnen diesen einräumen oder nicht. Liegt eine Tanne quer zur Straße, wird der Radfahrer ihr Vorrang lassen müssen, wenn er sich nicht verletzen will. Ähnlich beim Chairperson-Postulat: Der Mensch hat immer Verantwortung für die Teilmacht, die ihm gegeben ist. Er ist für sein Tun und Lassen verantwortlich.
Die Postulate sind eine Aufforderung, sich auch entsprechend zu verhalten.

### Vierfaktorenmodell
| Ich   | die einzelnen Personen mit ihrer Biographie und ihrer Tagesform |
| Wir   | das sich entwickelnde Beziehungsgefüge der Gruppe (Interaktion) |
| Es    | die Aufgaben, die die Beteiligten erledigen |
| Globe | das organisatorische, strukturelle, soziale, politische, wirtschaftliche, ökologische, kulturelle engere und weitere Umfeld, das die Zusammenarbeit der Gruppe bedingt und beeinflusst und das umgekehrt von der Arbeit der Gruppe beeinflusst wird |
Ich, Wir und ES, zusammen mit dem Globe, sind auch als TZI-Dreieck bekannt. Je nach Notwendigkeit wird einer der vier Faktoren stärker beleuchtet. Die TZI versucht die Entwicklung der Einzelnen und der Gruppe sowie das Projekt voranzubringen, indem alle vier Faktoren bearbeitet werden.
In den ursprünglichen Schriften Cohns wurde „Thema“ manchmal mit „Es“ gleichgesetzt.

### Hilfsregeln
Die Hilfsregeln können die Interaktion in einer Gruppe günstig beeinflussen. „Wichtig ist, dass Hilfsregeln taktvoll und nicht diktatorisch angewandt werden. Jede Regel kann ad absurdum geführt werden.“
1. Vertritt dich selbst in deinen Aussagen; sprich per „Ich“ und nicht per „Wir“ oder per „Man“. Diese Formen lassen auf ein „Verstecken“ hinter der Gruppe oder einer öffentlichen Meinung schließen. Hinzu kommt, dass es durch eine derartige Kommunikation leichtfällt, Hypothesen entgegen ihrer Natur als Tatsache darzustellen.
2. Wenn du eine Frage stellst, sage, warum du fragst und was deine Frage für dich bedeutet. Sage dich selbst aus und vermeide das Interview.
„Echte Fragen verlangen Informationen, die nötig sind, um etwas zu verstehen oder Prozesse weiterzuführen. Authentische Informationsfragen werden durch die Gründe für die Informationswünsche persönlicher und klarer.“[6]
3. Sei authentisch und selektiv in deinen Kommunikationen. Mache dir bewusst, was du denkst und fühlst, und wähle, was du sagst und tust.
4. Halte dich mit Interpretationen von anderen so lange wie möglich zurück. Sprich stattdessen deine persönlichen Reaktionen aus.
5. Sei zurückhaltend mit Verallgemeinerungen.
Verallgemeinerungen unterbrechen den Gruppenprozess. Sie dienen dem Gesprächsverlauf nur, wenn sie einen Themenbereich zusammenfassend abschließen und zu einem neuen Thema überleiten.
6. Wenn du etwas über das Benehmen oder die Charakteristik eines anderen Teilnehmers aussagst, sage auch, was es dir bedeutet, dass er so ist, wie er ist (d. h., wie du ihn siehst).
7. Seitengespräche haben Vorrang. Sie stören und sind meist wichtig. Sie würden nicht geschehen, wenn sie nicht wichtig wären.
Auch wenn Seitengespräche vordergründig stören, sind sie meist wichtig für die tieferen Ebenen der Kommunikation. Sie können neue Anregungen bringen, Unklarheiten herausstellen, Missverständnisse verdeutlichen oder auf eine gestörte Interaktion (Beziehung) hinweisen.
8. Nur einer spricht zur selben Zeit.
Niemand kann mehr als einer Äußerung zur selben Zeit zuhören. Und einander Zuhören signalisiert das konzentrierte Interesse füreinander, das Gruppen zusammenhalten lässt.
9. Wenn mehr als einer zur selben Zeit sprechen will, verständigt euch in Stichworten, worüber ihr zu sprechen beabsichtigt.
So werden alle Anliegen kurz beleuchtet, bevor die Gruppenaktion weitergeht.
10. Beachte die Körpersignale!
Beobachte eigene und fremde Körpersignale.

## Gruppenleitung
Ihre Aufgaben sind:

### Thema erkennen
Die Leitung hilft der Gruppe, das im jeweiligen Moment wesentliche Thema der Gruppe zu erkennen. Sie formuliert es so, dass die Gruppe daran arbeiten kann.
Beispiel: Die Gruppe hat sich zum Thema „Planung einer neuen Organisationsstruktur im Unternehmen“ getroffen. Im Verlauf des Gespräches wird aber deutlich, dass durch die bisherige alte Organisationsstruktur viel Leerlauf erfolgte und die Mitarbeiter darauf mit „innerer Kündigung“ reagieren. Die TZI-Leitung erkennt, dass dahinter ungünstige Werte stehen, beispielsweise: „Der Chef muss immer alles kontrollieren.“ Deshalb formuliert sie dann das eigentliche Thema neu: „Was sind unsere Werte? Und welche wollen wir im Unternehmen verwirklichen?“ Denn nur wenn die Werte klar sind, kann die dazu passende Struktur geplant werden.

### Balance halten
Die Leitung hilft der Gruppe, die Balance im TZI-Dreieck zu halten. Die Bereiche Ich, Wir und Es sollen ausgewogen bearbeitet werden.
Beispiel: Die Gruppe hat sich zum Thema „Planung einer neuen Organisationsstruktur im Unternehmen“ getroffen. Im Verlauf des Gespräches wird aber deutlich, dass sich viele Mitarbeiter durch das Führungsverhalten von Vorgesetzten verletzt fühlen. Die TZI-Leitung erkennt, dass dahinter ungünstige Formen des Umgangs miteinander stehen. Deshalb formuliert er das Thema neu: „Was sind meine Fähigkeiten? Und was brauche ich, um diese gern zum Wohle meines Unternehmens einzusetzen?“ (Sei deine eigene Chairperson.) Denn nur motivierte Mitarbeiter können eine neue Struktur planen und mit sinnvollem Handeln füllen.
Wir-Aspekte in der Gruppe sind beispielsweise: Zusammenarbeit, Kommunikation, Entscheidungsfindung, Ansehen und Macht, Liebe und Beziehungen, Rollen, Konkurrenz, Missverständnisse und Konflikte und vieles mehr.
Ich-Aspekte in der Gruppe sind beispielsweise: Neugier, Mut, Angst, Interessen, Fähigkeiten, Werte, Erfahrungen und Erkenntnisse, Glaubenssätze und vieles mehr.

### Gruppe befähigen
Die Leitung hilft der Gruppe, zunehmend die Leitungsaufgabe selbst zu übernehmen (Autonomie). Die Gruppe soll das wesentliche Thema selbst erkennen, die Balance selber halten, den Gruppenprozess selber steuern und gemeinsam umsetzbare Ergebnisse erzielen.

#### Wertequadrat
TZI kann überall dort Anwendung finden, wo Arbeitsgruppen ihren Kooperations- und Kommunikationsstil verbessern wollen. Themenzentrierte Interaktion (TZI) wurde durch die vier Pole eines Wertequadrats von dem Psychologen und Kommunikationswissenschaftler Friedemann Schulz von Thun beschrieben:
Das Wertequadrat (engl. square of values) zeigt die Rolle einer „partizipierenden Leitung“ bei der Integration ihres Handwerkszeugs und ihrer persönlichen Substanz als Kompass für die Gruppenleitung.
Im Werte- und Entwicklungsquadrat wird für eine vorhandene Qualität (Struktur und Planung) ein konstruktiver und lösungsorientierter Beiwert (Flexibilität im Prozess, auch Schwestertugend genannt) in ein positives Spannungsverhältnis ➎ gesetzt.
Struktur und Planung ohne Flexibilität im Prozess verkommt ➏ zu einer starren Reglementierung, Flexibilität im Prozess ohne Struktur und Planung verkümmert ➑ zum konzeptlosen Laufenlassen.
Für ein Gleichgewicht von positiven Gegenwerten ➊ und ➋ gibt es unterstützende Entwicklungstrends ➆ ➐: So kann eine starre Reglementierung ➌ zur Flexibilität im Prozess ➋ werden; und ➍ auf dem Weg über Stock und Stein kann sich Struktur und Planung ➊ entwickeln.
Im Fall des drohenden Scheiterns wird die Aufwärtsrichtung von ➐ / ➆ umgekehrt: Dann entstehen Vorwürfe (↙ ➓ oder ➉ ↘).

## Anwendung
Die Themenzentrierte Interaktion findet in ganz unterschiedlichen Bereichen Anwendung. Das Ruth Cohn Institut bezeichnet die TZI als „ein professionelles Handlungskonzept, das auf effektives Lernen und Arbeiten abzielt – in allen Situationen und Handlungsfeldern, in denen es auf Kommunikation entscheidend ankommt“ und nennt hierzu folgende Bereiche:
- Arbeit in Gruppen und Teams
- Unternehmens- und Mitarbeiterführung
- Nachwuchs- und Führungskräfteentwicklung
- Lehren in Schule, Hochschule und Erwachsenenbildung
- Tätigkeit im Handlungsfeld Sozialer Arbeit
- Supervision, Beratung, Coaching, Training

Ausdrückliches Ziel der TZI ist es, nicht nur der Leitung Werkzeuge in die Hand zu geben, sondern auch Gruppen zu ermöglichen, sich selbst zu steuern (Chairperson-Postulat).
Friedrich Ewert hat in einer Dissertation den Einfluss einer TZI-Ausbildung auf das Berufsfeld von Lehrenden untersucht, die an Förder-, Grund-, Gesamt-, Berufsschulen, Gymnasien und in der Lehrerausbildung tätig sind. Er fand eine nachhaltige Wirkung dieser Ausbildung auf die Unterrichtspraxis der Lehrenden und Stärkung ihrer Persönlichkeit.
Jürgen Tscheke hat in seiner Dissertation Auswirkungen eines an der TZI orientierten Unterrichts mit körperbehinderten Kindern und Jugendlichen untersucht. Auf der Schülerebene ließen sich die Etablierung von Vertrauen, intensivere, lustvollere und bewusstere Beziehungen, eine zunehmende Öffnung für Sozialkontakte sowie eine Vielzahl freudvoller und bindungsverstärkender Gefühle erfassen.

## TZI lernen
TZI wird im Ruth-Cohn-Institut (RCI) gelehrt. Ferner sind Universitäten und andere Bildungseinrichtungen bisweilen berechtigt, TZI-Ausbildungen anzubieten.
Die Ausbildung besteht aus einer Grundausbildung und einer Diplomausbildung. Die Grundausbildung umfasst Persönlichkeitsbildung und Methodik, dauert 6 1/2 Wochen und schließt mit einem Zertifikat ab. Die Diplomausbildung dauert etwa zehn Wochen und enthält Elemente wie Supervision, Arbeit in Peergruppen und weiterführende Workshops zur Persönlichkeitsentwicklung und Methodik. Die Grundausbildung und die Aufbauausbildung erstrecken sich in der Regel über mehrere Jahre. Die Lehrberechtigung in TZI ist die dritte Ausbildungsstufe. Ihr Abschluss wird mit der „Graduierung“ erreicht.
Das RCI-International gibt seit 1987 eine halbjährlich erscheinende Fachzeitschrift unter dem Titel Themenzentrierte Interaktion heraus.
Im Auftrag des RCI-International wird durch eine/mehrere Region/en bzw. eine Fachgruppe im RCI alle 2 Jahre ein Internationaler Kongress und Austauschworkshop durchgeführt.
Der Verein „Supervision und TZI e. V.“, vormals  „Verein für Weiterbildung in Supervision auf der Grundlage der Themenzentrierten Interaktion e. V.“, bietet – aufbauend auf dem TZI-Zertifikat oder  Diplom – eine modulare Supervisionsausbildung nach den Standards der Deutschen Gesellschaft für Supervision und Coaching an.

### In anderen Sprachen
- Philipp Bachmann: The Timeless Way of Educating. Theme-Centered Interaction, a Pattern Language by Ruth C. Cohn in: Proceedings of the 22nd Conference on Pattern Languages of Programs. The Hillside Group, Pittsburgh, PA 2015, pp. 22:1-22:28, ISBN 978-1-941652-03-9.

### Zeitschrift
- Die vom „Ruth-Cohn-Institute International“ herausgegebene Zeitschrift Themenzentrierte Interaktion (1987 ff.), Psychosozial-Verlag, Gießen, seit 2017 Vandenhoeck Göttingen ISSN 0934-5272.